# Estenosi pilòrica
L'estenosi pilòrica és un estrenyiment (estenosi) del pílor (que connecta el final de l'estómac amb el principi del duodè), causant vòmits no biliosos en els primers mesos (generalment entre la segona a tercera setmana) de vida del nadó. Aquest estrenyiment és degut a una hipertròfia (creixement exagerat) del múscul que forma el pílor. Els nadons comencen a "escopir" i després l'esput es converteix en una mena de vòmits en projectil. Els vòmits succeeixen després de l'alimentació. Algunes vegades, s'intenten diferents classes de fórmula sense notar cap canvi.
L'estenosi pilòrica dels adults sol ser degut a un pílor estret a causa de la cicatrització d'una úlcera pèptica crònica. Aquesta és una condició diferent de la forma infantil.

## Diagnòstic
Es fa el diagnòstic d'una estenosi pilòrica quan l'infant té un historial progressiu de vòmits d'escopeta. La vàlvula pilòrica (l'obertura en el fons de l'estómac que regula el buidatge de l'estómac) s'engrandeix amb el temps i obstrueix el buidatge de l'estómac.
El nadó comença a baixar de pes i es pot deshidratar. El nadó pot mostrar senyals de somnolència o no ha estat actiu com de costum. Potser el nadó no mulli un bolquer durant diverses hores i s'hagi enfonsat el lloc tou a la part superior del cap.
A la palpació abdominal la vàlvula es nota com una oliva perquè té aquesta forma i consistència. Algunes vegades és difícil examinar el nadó si té l'estómac ple de líquid o aire, i es fa necessari col·locar una sonda nasogàstrica petita, que ajuda a buidar l'estómac mitjançant el drenatge d'aire o qualsevol altra cosa en el mateix.
Un dels exàmens consisteix en un estudi de bari anomenat també gastrointestinal superior (upper GI). Aquest examen comporta que el nadó prengui una petita quantitat de bari (un líquid blanquinós) que apareix fàcilment en una placa de radiografia. Pot mostrar un reflux gastroesofàgic (RGE), quan el contingut de l'estómac torna cap a l'esòfag.

## Tractament
Si es fa un diagnòstic d'estenosi pilòrica, caldrà fer un examen de sang per determinar si el nadó té deshidratació. Es col·locarà un catèter a la vena (IV) per reemplaçar els líquids que el nadó necessiti. El nadó pot anar a cirurgia aquest mateix dia o l'endemà. És molt important que el nadó no prengui res fins després de la cirurgia.
L'operació es diu piloromiotomia. En aquesta operació s'obre el múscul al voltant de la vàlvula pilòrica de l'estómac. La incisió és d'aproximadament 1 polzada (2.4 cm) de llarg, ja sigui al voltant del melic o del costat dret de l'abdomen. S'usen sutures que es dissolen posteriorment de manera que no s'han de treure després.
L'alimentació començarà lentament. La infermera li informarà quan pot començar. Al principi es limités la quantitat de fórmula i després s'anirà augmentant en cada àpat. Alguns episodis de vòmit després de la cirurgia no són rars i es resolen ràpidament. La majoria dels nadons poden ser donats d'alta per tornar a la casa d'1 a 2 dies després de la cirurgia i no tenen problemes a llarg termini.